# Għajn Tuffieħa Tower

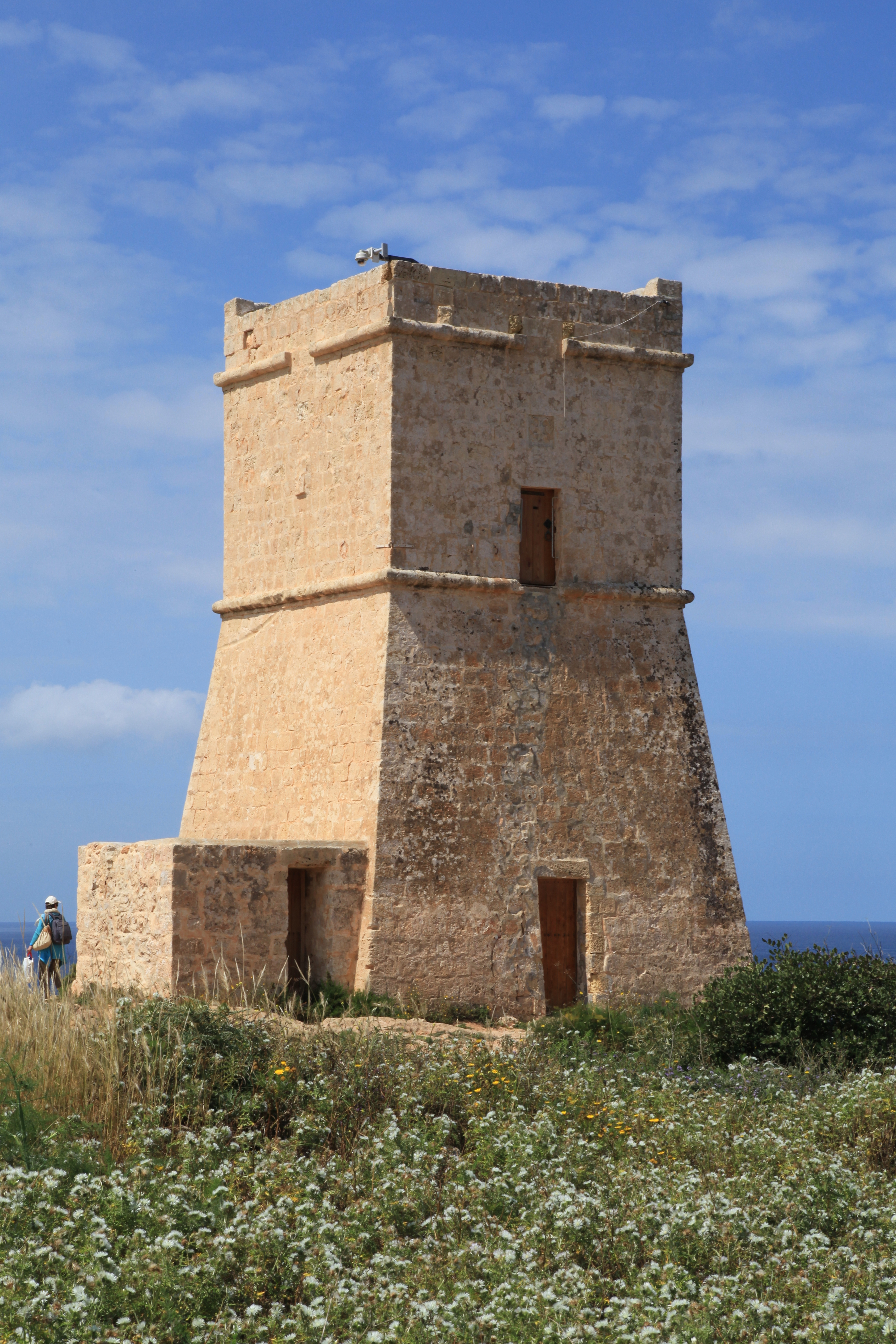
Għajn Tuffieħa Tower

Der Għajn Tuffieħa Tower (maltesisch Torri ta’ Għajn Tuffieħa) ist ein ehemaliger Wachturm in der maltesischen Ortschaft Għajn Tuffieħa, Gemeinde Mġarr, im Nordwesten der Insel Malta.

## Geschichte
Der Turm wurde 1637 unter der Herrschaft des Großmeisters Jean de Lascaris-Castellar erbaut. Er gehört damit zu den gleichzeitig errichteten Lascaris Towers, deren Aufgabe es war, die Küsten Maltas zu überwachen und vor herannahenden feindlichen Schiffen zu warnen. Zu jener Zeit beschränkte der Malteserorden sich darauf, kleine Wachtürme zu errichten, da nicht an jedem möglichen Landepunkt der tief eingebuchteten maltesischen Inseln größere Garnisonen unterhalten werden konnten.
Die Baukosten trug die seinerzeitige Regierungsbehörde Maltas, die Università. Die Bewaffnung des Turms bestand aus einer Halbpfünder-Kanone, die Besatzung war vier Mann stark.

## Beschreibung
Der Turm von Għajn Tuffieħa überwachte die Għajn Tuffieħa Bay. Er steht auf einer Höhe von 20 m über dem Meeresspiegel kurz vor der Kante der steil abfallenden Klippe, der Turm selbst ist etwa 11 m hoch. Von diesem Punkt aus war eine schnelle Verständigung – tagsüber durch Kanonenschüsse und nachts durch Signalfeuer – mit den Nachbartürmen in Lippija und Nadur möglich.
Das Bauwerk erhebt sich auf einer quadratischen Grundfläche von 6 mal 6 m. Es zeigt angeschrägte Mauern und ein flaches Dach. Im Inneren befinden sich zwei übereinanderliegende Räume. Der Zugang war nur über eine Holz- oder Strickleiter durch das obere Geschoss möglich, die im Untergeschoss erkennbare Tür wurde erst in der Neuzeit eingebaut.